# Sylvia Lukan
Sylvia Lukan (* 9. Jänner 1942 in Wien; auch Silvia Lukan) ist eine österreichische Schauspielerin.

## Leben
Nach der Ausbildung an der Schauspielschule Krauss erhielt sie 1965 ein Engagement am Burgtheater. Gastauftritte führten sie zu den Festspielen in Bregenz, nach Salzburg, Reichenau/Rax und Kobersdorf. Sylvia Lukan spielte unter anderem Margret in Die Katze auf dem heißen Blechdach, Antoinette in Der Schwierige von Hugo von Hofmannsthal, Helen in Der Park von Botho Strauß, Alkmene in Amphitryon, Gräfin Terzky in Wallenstein, Marianne in Jacobowsky und der Oberst von Franz Werfel, Yvette in Mutter Courage und ihre Kinder, Melanja in Kinder der Sonne von Maxim Gorki und Venus in Orpheus in der Unterwelt, Frau Wahl in Das weite Land von Arthur Schnitzler, Marguerite, Roxanes Zofe in Cyrano von Bergerac von Edmond Rostand, die Patronne in Roberto Zucco von Bernard-Marie Koltès, die Papierfabrikantin in Der Narr und seine Frau heute Abend in Pancomedia von Botho Strauß, Patricia (1. Geige) in Das Orchester & Zwischentöne von Jean Anouilh / Bernhard Studlar, Rosa Landen in Bulbus von Anja Hilling.
Gelegentlich war Sylvia Lukan in Film- und vor allem Fernsehrollen zu sehen. In der Folge Als die Blumen Trauer trugen aus der Fernsehserie Der Kommissar spielte sie eine junge Sängerin, die schwanger wird und an den Folgen einer Abtreibung stirbt. Nicht zuletzt ihrer schauspielerischen Leistung war es zu verdanken, dass der eigentlich von Daisy Door gesungene Titel Du lebst in Deiner Welt ein bekannter Schlager wurde. Darüber hinaus betätigte sie sich auch als Synchronsprecherin. Aus ihrer Ehe mit dem Regisseur Dietrich Haugk stammen eine Tochter und ein Sohn. 1977 erhielt sie das Goldene Verdienstzeichen der Republik Österreich. 1986 wurde sie zur Kammerschauspielerin ernannt. Im Oktober 2010 wurde ihr die Ehrenmitgliedschaft des Burgtheaters verliehen.

## Filmografie
- 1966: Ollapotrida (TV)
- 1971: Liliom (TV)
- 1971: Die Hungerkur (TV-Serie Wenn der Vater mit dem Sohne)
- 1971: Als die Blumen Trauer trugen (TV-Serie Der Kommissar)
- 1972: Die Fledermaus (als Ida)
- 1972: Sie nannten ihn Krambambuli
- 1973: Wienerinnen (TV)
- 1974: Ich suche Herrn Obolsky (TV)
- 1974: Das Konzert (TV)
- 1975: Komtesse Mizzi (TV)
- 1977: Liebesgeschichten und Heiratssachen (TV)
- 1978: Ein unkomplizierter Fall (TV-Serie Der Alte)
- 1987: Das weite Land (Synchronsprecherin)